# San Mauro Pascoli
San Mauro Pascoli (fino al 1932 San Mauro di Romagna, San Mevar in romagnolo) è un comune italiano di 12 388 abitanti della provincia di Forlì-Cesena.

## Geografia fisica

### Territorio
Il centro si trova a 21 m s.l.m. Il territorio è interamente pianeggiante, ed è delimitato per la maggior parte dai confini del comune di Savignano sul Rubicone, al quale lascia libera una sottile striscia di terreno in direzione est-nord-est (Savignano a Mare), fino alla piccola frazione di San Mauro Mare, risultando compreso fra i fiumi Rubicone (lato nord-ovest) e Uso (lato sud-est). Su quest'ultimo si trova il piccolo lago Pascoli. È attraversato dal Rio Salto, torrente che raccoglie le acque meteoriche dei comuni di Savignano sul Rubicone e di San Mauro Pascoli immettendosi poi nel fiume Uso.

### Clima
Il clima è lievemente mitigato dal mare con temperature che in estate raramente superano i 35°: gli inverni sono miti.
| San Mauro Pascoli     | Mesi     | Mesi     | Mesi  | Mesi   | Mesi  | Mesi   | Mesi   | Mesi   | Mesi  | Mesi  | Mesi    | Mesi    | Stagioni | Stagioni | Stagioni | Stagioni | Anno |
| San Mauro Pascoli     | Gen      | Feb      | Mar   | Apr    | Mag   | Giu    | Lug    | Ago    | Set   | Ott   | Nov     | Dic     | Inv      | Pri      | Est      | Aut      | Anno |
| --------------------- | -------- | -------- | ----- | ------ | ----- | ------ | ------ | ------ | ----- | ----- | ------- | ------- | -------- | -------- | -------- | -------- | ---- |
| T. max. media (°C)    | 7,0      | 9,0      | 13,0  | 17,0   | 21,0  | 25,0   | 28,0   | 27,0   | 24,0  | 19,0  | 13,0    | 9,0     | 8,3      | 17,0     | 26,7     | 18,7     | 17,7 |
| T. min. media (°C)    | 0,0      | 1,0      | 4,0   | 7,0    | 11,0  | 15,0   | 17,0   | 17,0   | 15,0  | 10,0  | 5,0     | 1,0     | 0,7      | 7,3      | 16,3     | 10,0     | 8,6  |
| Precipitazioni (mm)   | 48       | 48       | 57    | 53     | 50    | 51     | 54     | 67     | 68    | 77    | 73      | 57      | 153      | 160      | 172      | 218      | 703  |
| Vento (direzione-m/s) | WNW 16,0 | WNW 16,0 | E 9,0 | E 16,0 | E 9,0 | E 16,0 | E 16,0 | E 16,0 | E 9,0 | E 9,0 | WNW 9,0 | WNW 9,0 | 13,7     | 11,3     | 16,0     | 9,0      | 12,5 |

## Storia
L'abitato è nominato per la prima volta in un documento del 1191 come Fundum Sancti Mauri. Nel XII secolo vi si trovava una chiesa dedicata a San Mauro, vescovo di Cesena. Appartenne al territorio di Savignano sul Rubicone.
Nel 1247 la riminese Concordia De' Particitadi va in sposa a Novello Malatesta da Verucchio portando in dote numerosi castelli, fra cui quelli di San Mauro e di Giovedìa.  Nei documenti successivi le due località sono citate sia come residenze fortificate che come villaggi rurali. Nel 1398 Galeotto di Giovanni Malatesta governa su San Mauro "con tutti i suoi abitanti e il fortilizio fatto erigere da suo padre nel 1361". La signoria dei Malatesta dura fino a quando Sigismondo Pandolfo, nel 1443, stabilisce che "il fortilizio di San Mauro e di Giovedìa", contesi tra i diversi parenti, siano assegnati a Gottifredo d'Iseo, suo fidato uomo d'arme. 
Nel XV secolo San Mauro ottenne dai Malatesta gli statuti comunali.
Papa Paolo II lo concesse in feudo agli Zampeschi. Fu in seguito in possesso di altre famiglie e passò nel 1590 tra i domini pontifici della Camera apostolica. Alla fine del XVII secolo fu nuovamente aggregato a Savignano e nel XVIII secolo vi venne fondata una tenuta agricola dei principi Torlonia.
Divenne comune autonomo nel 1827 e nel 1932 assunse il nome attuale in onore di Giovanni Pascoli dato esserne la città natale, secondo un documento redatto da Benito Mussolini.
Fu quasi completamente distrutto durante la seconda guerra mondiale.

### Simboli
Stemma
Gonfalone
Bandiera
Lo stemma e il gonfalone sono stati concessi con decreto del presidente della Repubblica del 25 agosto 1953.
L'immagine del santo compare in un sigillo del comune del 1521. Il secondo campo riprende probabilmente lo stemma del podestà Zaccaria Zaccari (1611-1613).

## Società

### Evoluzione demografica
Abitanti censiti

Il comune, a partire dal 2000, è in crescita demografica; infatti le nascite, fino al 2017, hanno sempre superato costantemente il centinaio. Non accadeva dal 1977, quando i nati furono 101.
Secondo dati aggiornati al 2019, il comune conta un totale di 1555 residenti stranieri in particolare:
- 177 abitanti provenienti dall'Unione europea
- 760 abitanti provenienti dall'Extra Unione Europea
- 213 abitanti provenienti dall'Asia
- 383 abitanti provenienti dall'Africa
- 22 abitanti provenienti dall'America

## Monumenti e luoghi d'interesse

### Casa Pascoli

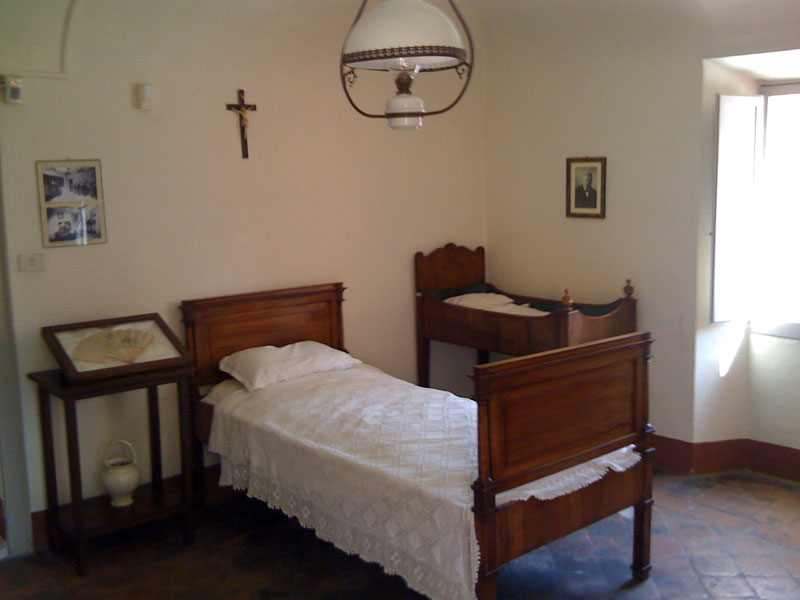
Casa Pascoli: camera da letto

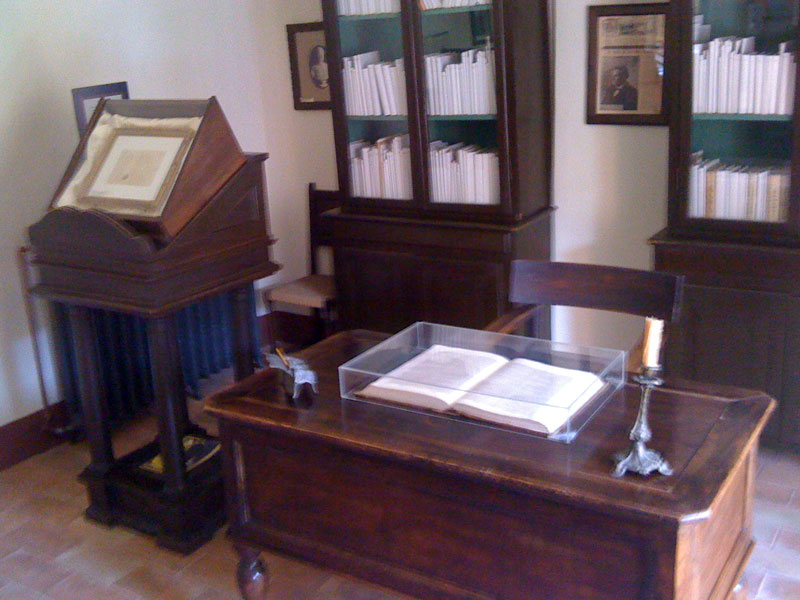
Casa Pascoli: studio

A poca distanza dalla centrale piazza Mazzini si trova la casa del poeta Giovanni Pascoli, dove egli nacque il 31 dicembre 1855 e dove trascorse l'infanzia. Monumento nazionale dal 1924, fu danneggiata durante la seconda guerra mondiale e solo l'originaria cucina restò intatta. Una lapide riporta alcuni versi tratti dalla poesia di Pascoli Casa mia (M'era la casa avanti / tacita al vespro puro / tutta fiorita al muro / di rose rampicanti).
La casa ospita il "Museo Casa Pascoli", che custodisce oggetti appartenuti alla madre del poeta, la sua culla, i mobili dello studio di Bologna e documenti come quasi tutte le prime edizioni delle opere pascoliane, dediche, fotografie e i carteggi del Fondo Murari (lettere autografe conservate dalla sorella Ida e la corrispondenza con l'amico sammaurese Paolo Guidi. Il giardino della casa è stato allestito con un percorso botanico-poetico, con versi pascoliani che ricordano le piante presenti anche durante la sua fanciullezza. Il museo è gestito dal comune e dalla Soprintendenza per i beni architettonici e per il paesaggio di Ravenna, in collaborazione con l'Accademia Pascoliana e con la fondazione "Domus Pascoli", e svolge attività di promozione culturale, ricerca, recupero e conservazione del patrimonio pascoliano.
Dal 28 febbraio 2023 è inserita nel novero delle «Case e studi delle persone illustri dell'Emilia-Romagna».

### Mausoleo della Famiglia Pascoli
Il mausoleo della famiglia Pascoli si trova nel cimitero del paese. Nel mausoleo sono sepolti i componenti della famiglia Pascoli, ma non il poeta, né le sorelle Ida e Mariù, che riposano a Castelvecchio Pascoli, frazione del comune di Barga.

### La Torre
La tenuta dei principi Torlonia comprende una villa del 1780, chiamata "Torre di Giovedìa" o più semplicemente "La Torre". Il complesso comprende oltre ad un edificio principale, una cappella, l'edificio destinato ad abitazione del fattore della tenuta, oggi trasformato in ristorante e, ad alcune centinaia di metri dalla residenza signorile, alcune case coloniche tuttora abitate. Il cortile interno dell'edificio principale, recentemente ristrutturato, viene utilizzato per ospitare rappresentazioni teatrali ed eventi culturali.

### Fornaci romane

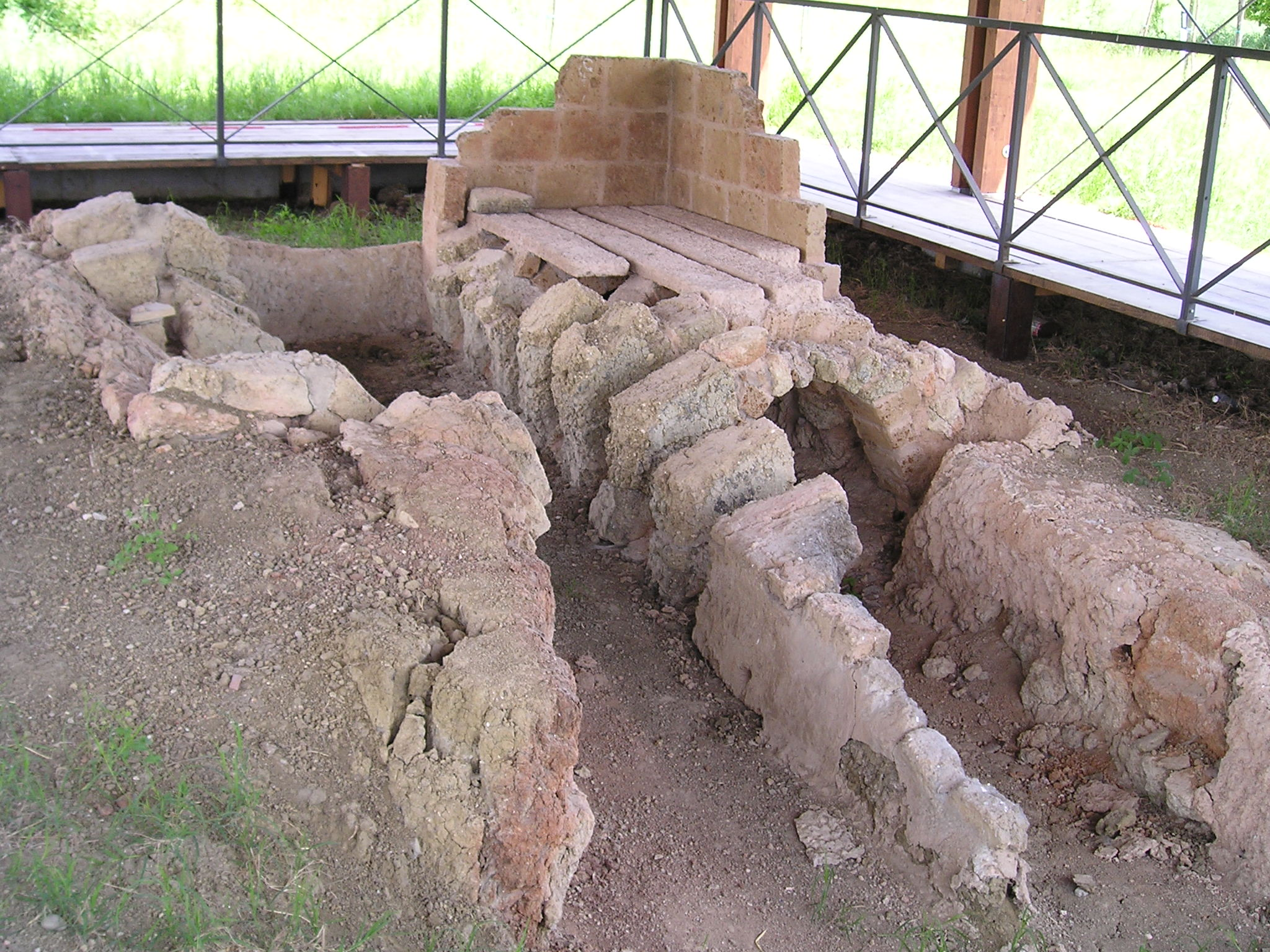
Le fornaci

Nei pressi della Villa Torlonia sono state rinvenute durante gli scavi per la costruzione del Canale Emiliano Romagnolo alcune fornaci romane, utilizzate per la fabbricazione di laterizi. Gli impianti sono di notevoli dimensioni e presentano una parte inferiore dove bruciava il combustibile e una parte superiore dove si disponevano i mattoni da cuocere.

### Cappella della Madonna dell'Acqua
La piccola chiesa della Madonna dell'Acqua fu costruita nel 1616 per conto del vicario vescovo di Rimini e successivamente ricostruita a seguito dei danneggiamenti causati dai bombardamenti durante la seconda guerra mondiale. Si trova nel centro del paese all'incrocio di tre strade (via G. Pascoli, via Rio Salto e via G. Tognacci) e confina con il giardino di Casa Pascoli. Oggi ospita due lapidi dedicati ai caduti di San Mauro Pascoli.
I due fronti della chiesetta sulla strada presentano una partitura simile, ricca di elementi architettonici e decorativi. All'interno la chiesa è ad unica navata con l'abside coperta da volta a botte.
Giovanni Pascoli amò molto questo piccolo edificio, che consolò il dolore di sua madre. Così scrisse agli amici sammauresi nel maggio 1897: «…e l'ospite saluterà commosso il mio mondo ideale che ha per confini il Luso e il Rio Salto e per centro la chiesuola della Madonna dell'Acqua e il camposanto fosco di cipressi...»

### Ex oratorio San Sebastiano
L'oratorio risale alla seconda metà del XVIII secolo e si trova nel centro del paese di fronte al palazzo municipale. In origine svolgeva funzioni di chiesetta-oratorio per il vicino convento delle orsoline (oggi parte della residenza municipale), mentre oggi viene utilizzato come sede espositiva.

### Casa natale di padre Agostino Antonio Giorgi
La casa natale di Agostino Antonio Giorgi sita nella piazza omonima a lui dedicata non è visitabile, perché abbattuta e riconvertita ad esercizi commerciali ed abitativi.

## Cultura

### Biblioteca
La biblioteca è nata all'inizio degli anni Settanta del Novecento come centro di lettura, dispone di circa 14 000 volumi a scaffale aperto, di cui 3 000 nella sezione ragazzi e 1 700 nella sezione grandi opere, e di una sezione di riviste e quotidiani. È dotata anche di un piccolo archivio fotografico di immagini del paese e della sua frazione balneare.

### Istruzione

#### Scuole elementari (primarie)
- Scuola elementare statale, situata nel centro del paese.

#### Scuole medie (secondaria di I grado)
- Scuola media statale Giovanni Pascoli, situata nel centro del paese.

### Festività
- Fiera di San Crispino, protettore dei calzolai e per questo motivo scelto come santo patrono. Si svolge il 25 ottobre.

### Eventi

#### Festa di San Cono
Iniziativa religiosa in ricordo di san Cono da Teggiano importato dalla comunità salernitana residente da tempo a San Mauro Pascoli. Si svolge la prima domenica di giugno.

#### Fiera dei Faroccoli o "fiera di Faroqual"
Ripristinata nel 2006 con bancarelle, stand gastronomici e attrazioni varie. Si svolgeva la settimana prima di Pasqua di ogni anno. Soppressa nel 2010, per lasciar spazio nel 2011 ad un nuovo evento Produmo DI..VINO. I "Faroqual", nel dialetto locale, stanno ad indicare le pannocchie non ancora mature della pianta del mais. Il termine è riferito ai giovani che si incontravano per ballare e socializzare in tale ricorrenza.

#### Festa di Carnevale
Organizzata dalla parrocchia di San Mauro Vescovo, con sfilate di carri e di gruppi in maschera e una lotteria, il cui ricavato andrà in beneficenza (due domeniche prima del Mercoledì delle Ceneri, in caso di maltempo, la domenica prima delle Ceneri) giunge nel 2014 alla 28ª edizione.

#### Festa de bagòin ma la tora
Festa all'insegna della tradizione romagnola con prodotti e piatti tipici a base di carne di maiale. Si svolge nel fine settimana della seconda o terza settimana di gennaio presso la Torre.

#### Festa della conchiglia
Il primo fine settimana di luglio presso la frazione di San Mauro Mare.

#### Festa della Madonna dell'Alberazzo
Si svolge nella borgata Alberazzo la domenica successiva alla Pasqua (domenica in albis).

#### Palio del ciabattino
In occasione della festa della Beata Vergine Addolorata, nel terzo sabato e domenica di settembre, con gare sportive e giochi. San Mauro Pascoli, dal 1984, è suddivisa in 12 rioni, che ogni anno partecipano al palio: Centro, San Cono, Castello, Casetti, Alberazzo, Cupa, Bastia, Rio Salto, Villagrappa, Cagnona, Campo Sportivo, Torre o Villa Torlonia.
Dal 2016 tale avvenimento non viene più festeggiato dato che dal 2012 negli anni a venire è stata sempre più scarsa la partecipazione dei cittadini.

#### Esposizione di macchinari agricoli d'epoca
Presso la Torre la domenica più vicina al 29 giugno. In tale occasione la trebbiatura viene eseguita con una trebbiatrice e trattori d'epoca, rievocando il suono della sirena, che ogni tenuta faceva suonare appoggiando il rullo di una sirena meccanica al volano di uno dei trattori in funzione, al raggiungimento di una prefissata quantità di tonnellate di grano.

### X agosto a Villa Torlonia
Dal 2001, ogni anno, il 10 agosto, nella corte interna si svolge un "processo" con tanto di giuria, ascoltando prima le arringhe di accusa e difesa, a vari esponenti dell'Italia. Il processo nacque nel tentativo, postumo e goliardico, di fare giustizia per il famoso omicidio del padre di Giovanni. Inizialmente prevedeva la presenza solo dei due avvocati, dell’accusa e della difesa; solo successivamente si istituzionalizzò anche una giuria popolare.

## Geografia antropica

### Frazioni
- San Mauro Mare, centro balneare equidistante da Cervia e Rimini, attraversata dalla linea ferroviaria che collega Rimini e Ravenna.

## Economia
Il comune fa parte del distretto industriale della calzatura nell'area del Rubicone, con la presenza dei centri direzionali e delle strutture produttive di diverse marche importanti. Le fabbriche occupano una posizione fondamentale dal punto di vista occupazionale e culturale nel raggio di svariati chilometri.
Inoltre l'intero paese ospita numerosi piccoli laboratori artigianali a gestione familiare, ognuno specializzato nella lavorazione di una delle varie parti che compongono una calzatura. Un'altra attività artigianale diffusa e rinomata è la lavorazione del ferro battuto. Particolarmente sviluppato è il comparto agricoltura: la fertilità del terreno e la collocazione pianeggiante ha attratto molte famiglie dalle vicine Marche e dalla Provincia di Salerno. A queste attività si aggiunge l'attività turistica estiva sul piccolo tratto di costa che rientra nel territorio comunale.

## Infrastrutture e trasporti

### Strade
San Mauro Pascoli è attraversata dall'autostrada A14 ed è raggiungibile dai caselli di Rimini Nord (6,5 km), dal casello di Valle del Rubicone a Gatteo che dista circa 3 km e da quello di Cesena (20 km). È inoltre collegata alla strada statale 9 Via Emilia, alla strada statale 16 Adriatica (a San Mauro Mare) e alla strada provinciale 10.

### Ferrovie
La stazione ferroviaria più vicina a San Mauro Pascoli è quella di Savignano sul Rubicone (2 km) sulla linea ferroviaria che collega Bologna e Rimini. La frazione di San Mauro Mare, invece, è attraversata dalla linea ferroviaria che collega Rimini a Ravenna. Le stazioni più vicine a San Mauro Mare sono quelle di Bellaria-Igea Marina (2 km) e Gatteo a Mare (2,5 km).

### Mobilità urbana
San Mauro Pascoli è servita dal trasporto pubblico delle autolinee Start Romagna.

## Amministrazione
Di seguito è presentata una tabella relativa alle amministrazioni che si sono succedute in questo comune.
| Periodo        | Periodo        | Primo cittadino      | Partito                                                        | Carica  | Note   |
| -------------- | -------------- | -------------------- | -------------------------------------------------------------- | ------- | ------ |
| 21 giugno 1985 | 6 agosto 1990  | Giorgio Campana      | Partito Comunista Italiano                                     | Sindaco | [ 16 ] |
| 6 agosto 1990  | 24 aprile 1995 | Giorgio Campana      | Partito Comunista Italiano, Partito Democratico della Sinistra | Sindaco | [ 16 ] |
| 24 aprile 1995 | 14 giugno 1999 | Luciana Garbuglia    | Alleanza dei Progressisti                                      | Sindaco | [ 16 ] |
| 14 giugno 1999 | 14 giugno 2004 | Luciana Garbuglia    | centro-sinistra                                                | Sindaco | [ 16 ] |
| 14 giugno 2004 | 8 giugno 2009  | Gianfranco Miro Gori | lista civica                                                   | Sindaco | [ 16 ] |
| 8 giugno 2009  | 26 maggio 2014 | Gianfranco Miro Gori | lista civica                                                   | Sindaco | [ 16 ] |
| 26 maggio 2014 | 27 maggio 2019 | Luciana Garbuglia    | lista civica Per San Mauro                                     | Sindaco | [ 16 ] |
| 27 maggio 2019 | 9 giugno 2024  | Luciana Garbuglia    | lista civica Per San Mauro                                     | Sindaco | [ 16 ] |

### Gemellaggi
- Teggiano
- Naumburg
- Gracanica
- Sousel
- Castelvecchio Pascoli

## Sport
- A.C. Sammaurese, è la principale squadra di calcio di San Mauro Pascoli, fondata nel 1935. Milita nel campionato di serie D e dispone di un settore giovanile.
- A.S.D. Virtus San Mauro Mare, fondata nel 1973. Militava nel campionato di Promozione Girone D dell'Emilia-Romagna. Ora fallita, non partecipa a nessun campionato
- A.S.D. Atletico San Mauro, fondata nel 1999. Milita nel campionato di Seconda Categoria Girone S dell'Emilia-Romagna.
- A.S.D. Città del Rubicone, è un'associazione che insegna e promuove il basket anche attraverso tornei e campionati provinciali e regionali.
- A.S.D. Budokan Karate San Mauro Pascoli, fondata nel 2005, insegna e promuove il karate tradizionale shotokan. Partecipa dal 2007 a tornei soprattutto di gare locali e al "Trofeo Regionale Emilia-Romagna"; dal 2013 ha una squadra di artisti marziali che sono saliti sul podio del Campionato italiano assoluto di FIKTA e nel 2024 partecipato a diverse competizioni europee.
- A.S.D. Kodokan San Mauro Pascoli, fondata nel 2017 come distaccamento dell'associazione omonima di Cesena, è una realtà dilettantistica di insegnamento e promozione dell'arte marziale Judo.

## Galleria d'immagini

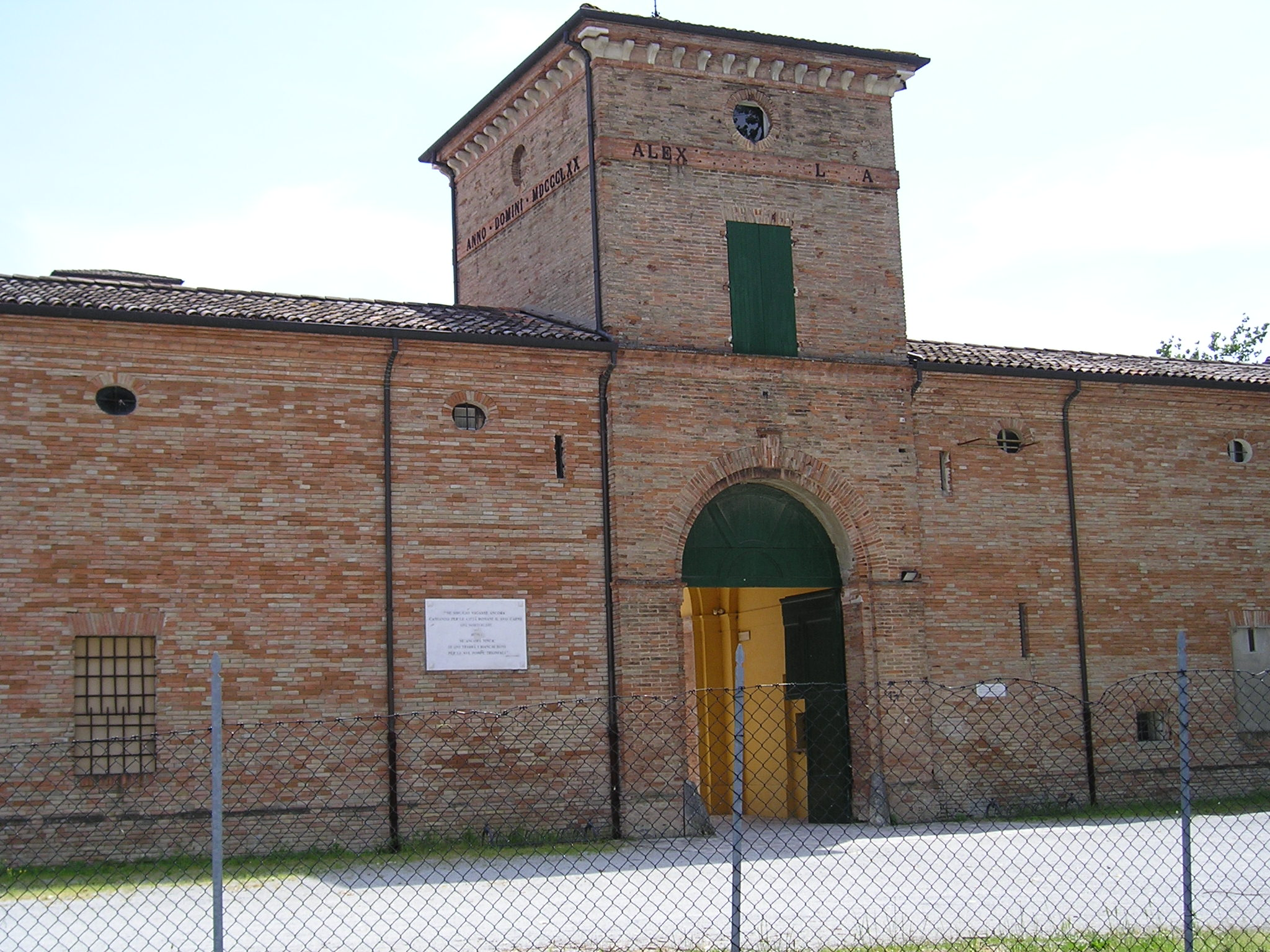
Villa Torlonia
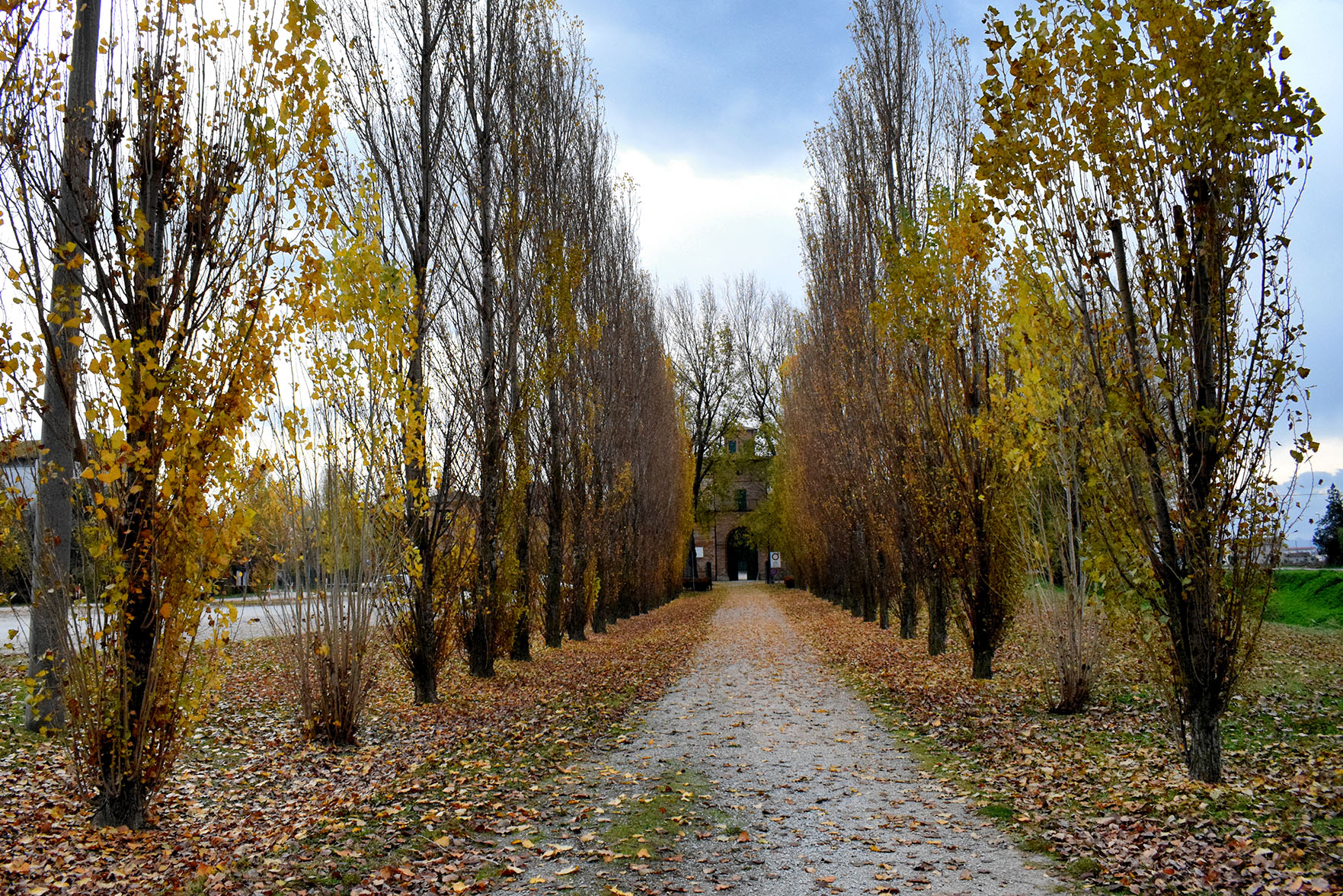
Viale Villa Torlonia
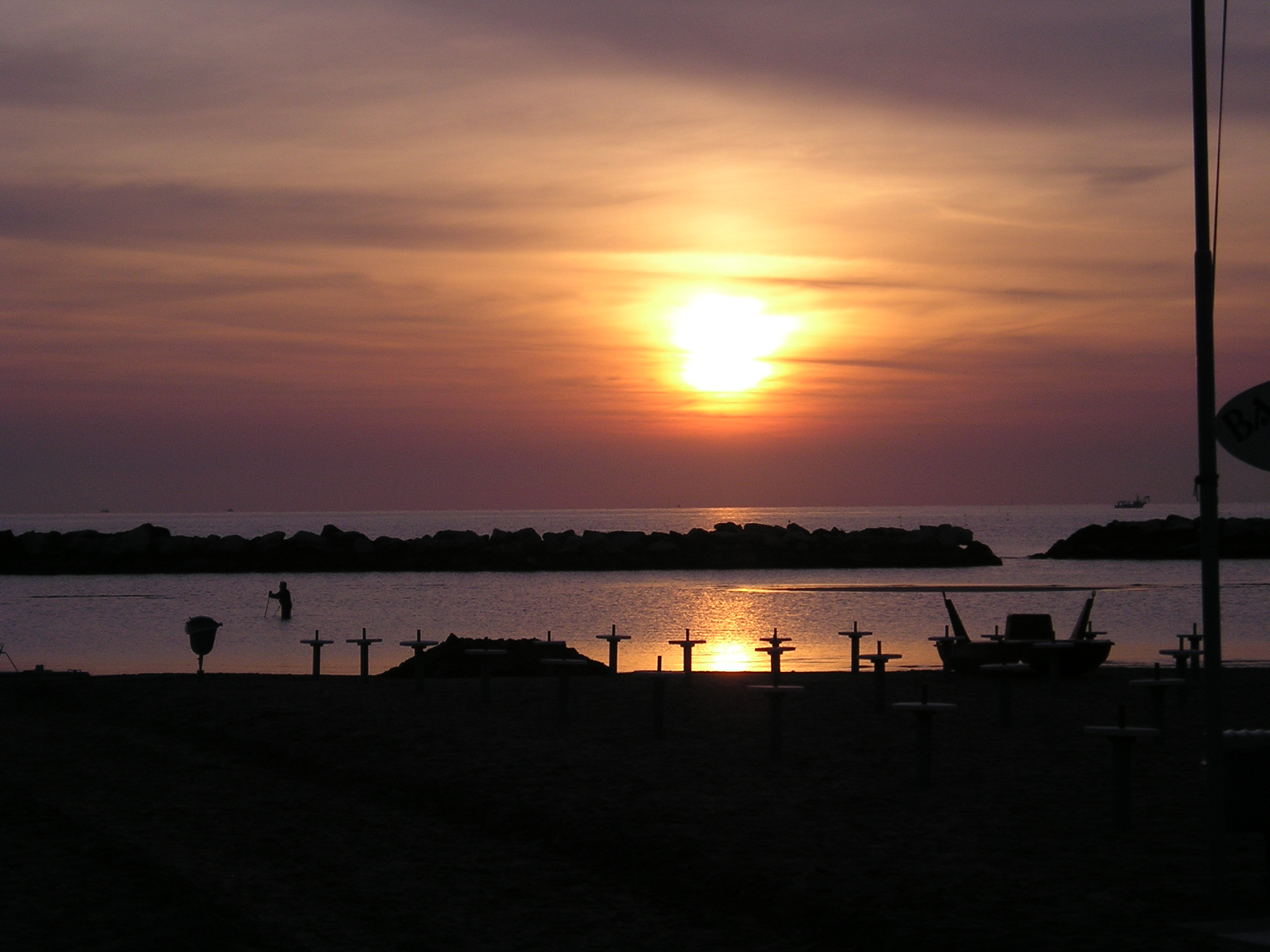
Alba nella frazione di San Mauro Mare
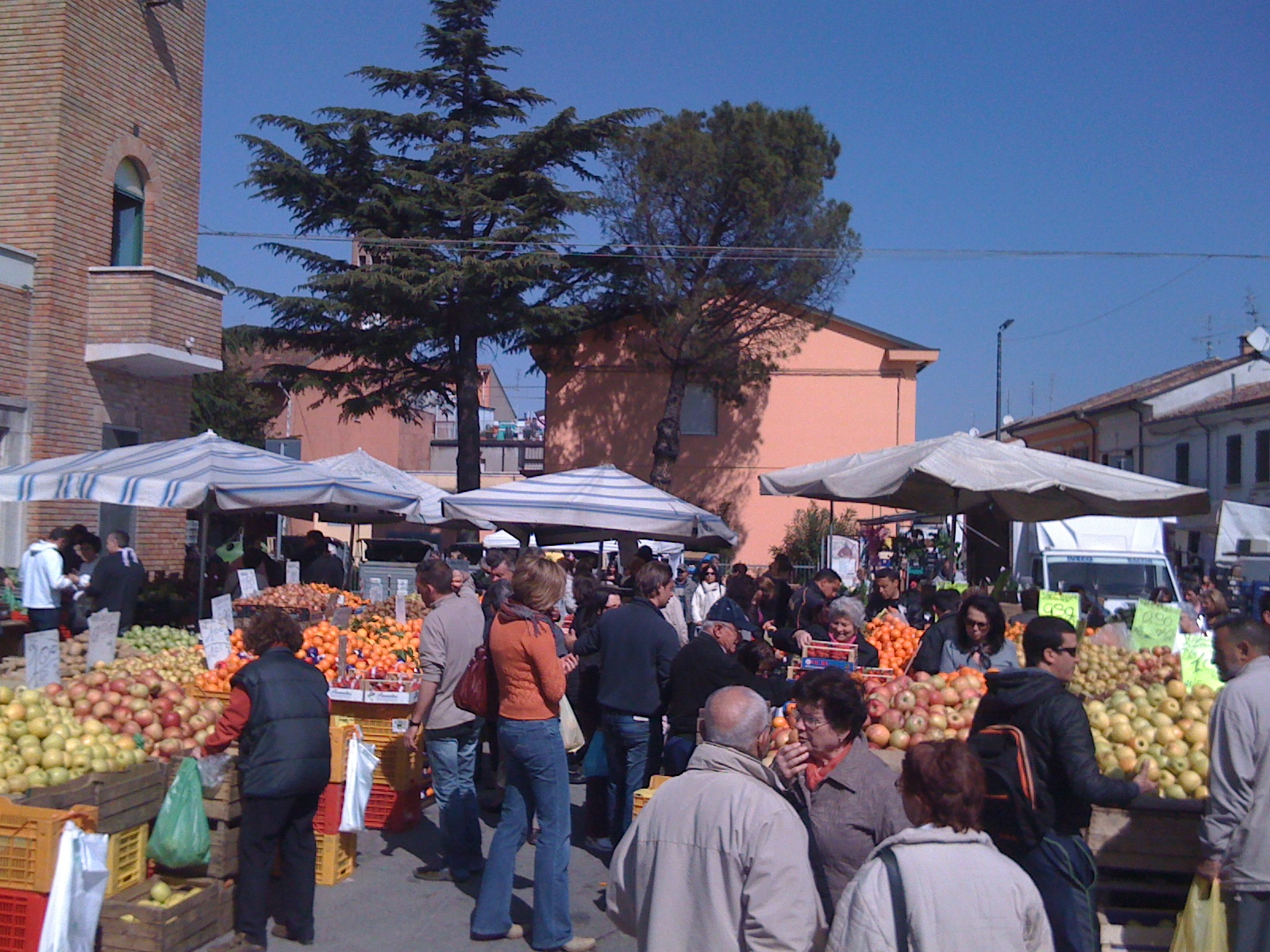
Mercato a San Mauro Pascoli